# Drymonia pilifera
Drymonia pilifera är en tvåhjärtbladig växtart som beskrevs av Wiehler. Drymonia pilifera ingår i släktet Drymonia och familjen Gesneriaceae. Inga underarter finns listade i Catalogue of Life.